# Søren Christian Hansen
Søren Christian Hansen (1945-1993) var en dansk dramatiker og tekstforfatter.
debuterede i 1977 som dramatiker i DR’s Radioteater og skrev både teaterstykker, radio- og tv-dramatik, historiske egnsspil, revy- og kabarettekster og fik halvanden måned før sin død udgivet sin første roman. Bl.a. skrev han i 1983 en radiospilserie på 10 afsnit om livet på landet, Ved Jorden at Blive, som han i 1984 fik udgivet i bogform. Han blev tildelt Dansk Blindesamfunds radiospilpris for mammutværket, der levendegjorde den omskiftelige periode i nyere dansk historie fra 1956-1981. I værket skildrede han de ændringer i livsførelse og selvopfattelse, som i princippet ramte alle landboere i anden halvdel af det 20. århundrede. Med et imponerende overblik og tilsvarende fornemmelse i historiefortællingen og personfremstillingen, gav han et af de første originale bud på det, i 80’erne, uopdyrkede materiale om landsbysamfundenes transformation. Samme tema var udgangspunktet for tv-serien Begær, Lighed og Broderskab (1990) samt romanen, Rejsen til Den bestøvlede Kat (1993). I perioden 1983 til 1993 var han bestyrelsesmedlem i Danske Dramatikeres Forbund.
Søren Christian Hansen var gift med Ester Bach, lærer i sprog og musik, og far til diplomat og ambasadør i den danske udenrigstjeneste, Jens Ole Bach Hansen og Lise Bach Hansen(en), kulturproducent og kurator i Den Sorte Diamant, Det Kongelige Bibliotek.
Han blev lærer på Silkeborg Seminarium 1964-1968.Var folkeskolelærer på Bording Skole.
- 1977, Den sidste Dags Uheldige, Radioteatret, DR
- 1977, Modstandsmanden, teaterstykke, Team Teatret, Herning
- 1978, Dages det brødre, Radioteatret, DR
- 1979, Sammenbrud, Radioteatret, DR
- 1980, Ingen Følelser - Tak, Radioteatret, DR – tildelt Dansk Blindesamfunds radiospilpris
- 1981, Et landmandsliv, teaterstykke, Team Teatret, Herning
- 1981, Stauning er her, teaterstykke, Odense Teater, Odense
- 1982, Cabaret Midt & Vest, revycabaret, Team Teatret, Herning
- 1983, Ved Jorden at blive (ti afsnit) Radioteatret, DR – tildelt Dansk Blindesamfunds radiospilpris[1]
- 1984, Det er bare sådan noget der sker, radiospil, Østjyllands Radio, DR
- 1984, Henry’s, teaterstykke, Svalegangen, Århus
- 1984, Herude på landet, teaterstykke, skrevet i samarbejde med Knud Sørensen, Jens Smærup Sørensen, Jytte Borberg og Helga Moos
- 1985, Succes ja selvfølgelig, teaterstykke, Team Teatret, Herning
- 1987, Dagdrømmerbanden, teatermusical, Århus Teater
- 1988, Johns ferie, radiospil, radioteatret, DR
- 1988, Tror du Steen kommer, teaterstykke, Folketeatret, København
- 1988, To retur, radiospil, radio Midt-og Vestjylland, DR
- 1989, Foyer cabaret i Møllen, cabaret, teatergruppen Møllen, Haderslev
- 1990, Mestersangeren fra Wien, TV-portræt af Bo Boye Skovhus, TV-Midt/Vest
- 1990, Begær Lighed og broderskab, TV-serie, DR Drama
- 1990-91, Skrev manus til diverse afsnit af DR’s tv-serie Ugeavisen
- 1991, Tyrketro, TV-drama-dok, TV-Provinsenheden, DR
- 1991, Bingospillet, revykomedie, Gellerupscenen
- 1993, Rejsen til Den bestøvlede kat, roman, Gyldendal[2]
- 1993, tildeles kulturpris fra Landbrugets kulturfond

Herudover skrev han op gennem 80’erne og i starten af 90’erne en række egnsspil – og lokalhistoriske spil samt revy og kabarettekster til bl.a. Cirkusrevyen og diverse sommerrevyer.
- 1992, At Sejle er at Leve, Opført som friluftsspil i Egernsund i juni 1992, Instrueret af Arne Aabenhus[3][4]